# Oder
Oder (phát âm tiếng Đức: [ˈoːdɐ]; tiếng Séc, tiếng Hạ Sorb và tiếng Ba Lan: Odra, tiếng Thượng Sorb: Wódra) là  một dòng sông tại Trung Âu. Là một trong những con sông quan trọng nhất trong hệ thống sông Baltic, chỉ đứng sau sông Vistula về chiều dài và lưu lượng nước.  Nó bắt nguồn từ Cộng hòa Séc và chảy (chủ yếu theo hướng bắc và tây bắc) qua miền tây Ba Lan, kéo dài khoảng 187 kilômét (116 mi)  giữa Ba Lan và Đức, một phần của giới tuyến Oder-Neisse. Cuối cùng, Oder chảy vào phá Szczecin ở bắc Szczecin và tạo nên ba nhánh nhỏ (Dziwna, Świna và Peene) đổ vào Vịnh Pomerania của biển Baltic.
Sông Oder không chỉ là một tuyến đường thủy quan trọng mà còn là liên kết kinh tế và văn hóa quan trọng. Qua sử dụng Kênh Gliwice, nó tạo ra một đường kết nối giữa các khu vực công nghiệp lớn ở Silesia (Śląsk) ở phía tây nam Ba Lan và các tuyến thương mại của Biển Baltic. Nó cũng được nối với sông Vistula, con sông lớn nhất Ba Lan, thông qua mạng lưới các sông Warta và Noteć, cùng với Kênh Bydgoszcz, kết nối với hệ thống đường thủy của Tây Âu qua các tuyến Oder–Spree và Kênh Oder-Havel ở miền đông nước Đức.
Với tổng chiều dài 531 dặm (854 km), trong đó có 461 dặm (742 km) nằm trong lãnh thổ Ba Lan, sông Oder chiếm vị trí quan trọng trong cả khía cạnh địa lý và kinh tế. Lưu vực của nó, tính toán rộng khoảng 46.000 dặm vuông (119.000 km vuông), chủ yếu là trên đất Ba Lan. Độ cao trung bình của lưu vực Oder là 535 feet (163 mét) so với mực nước biển. Sông Oder chảy theo hướng đông nam-tây bắc từ nguồn đến hầu hết đoạn dòng chảy, chỉ từ điểm gặp sông Neisse (tiếng Ba Lan: Nysa Łużycka) mới chuyển hướng về phía bắc, hướng tới biển Baltic. Các nhánh chính bên trái của sông bao gồm Opava (Cộng hòa Séc), Osobłoga, Nysa Kłodzka, Oława, Ślęza, Bystrzyca, Kaczawa, Bóbr và Neisse (Ba Lan), trong khi các nhánh bên phải bao gồm Olše (Cộng hòa Séc), Kłodnica, Mała Panew, Strobrawa, Widawa, Barycz, Obrzyca, Warta, Myśla và Ina (Ba Lan).
Từ ngã ba với sông Opava, Oder có thể điều hướng nước của mình trên một quãng đường khoảng 475 dặm trong khoảng 220 đến 230 ngày trong năm. Các thị trấn nằm dọc theo sông Oder bao gồm Ostrava (Cộng hòa Séc), Frankfurt (Đức) và Racibórz, Opole, Brzeg, Wrocław, Nowa Sól và Szczecin (Ba Lan). Sông Oder không chỉ là một yếu tố quan trọng trong cơ sở hạ tầng thủy lợi, mà còn là biểu tượng của sự giao thoa văn hóa và lịch sử giữa các quốc gia tại trung tâm châu Âu.